# Oliarus nairobienis
Oliarus nairobienis är en insektsart som beskrevs av Van Stalle 1987. Oliarus nairobienis ingår i släktet Oliarus och familjen kilstritar. Inga underarter finns listade i Catalogue of Life.